# Dapsa horvathi
Dapsa horvathi es una especie de coleóptero de la familia Endomychidae.

## Distribución geográfica
Habita en Siberia.